# Bibliothèque Jagellonne
Pour les articles homonymes, voir Jagellonne.

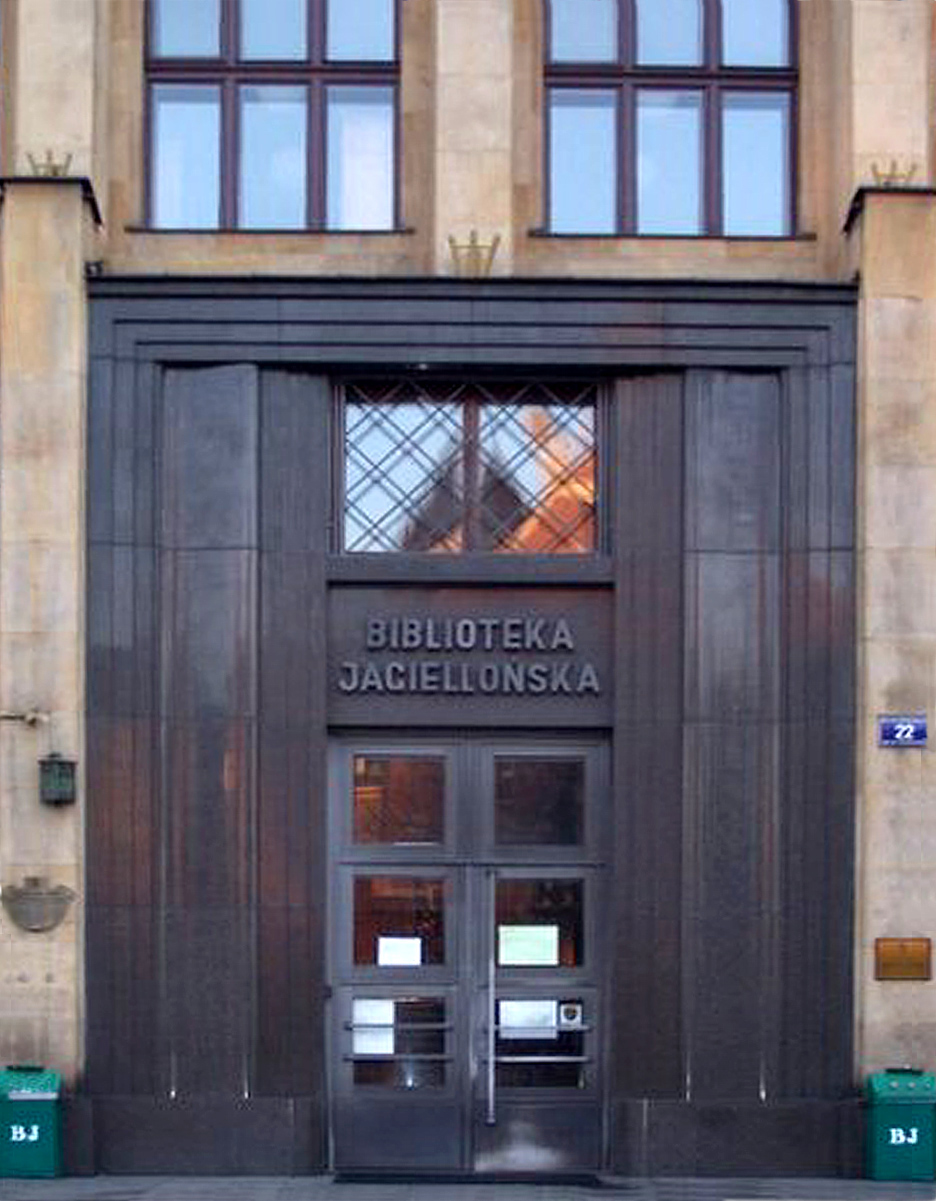
Entrée principale de la bibliothèque Jagellonne

La bibliothèque Jagellonne à Cracovie (en polonais : Biblioteka Jagiellońska, en abrégé « Jagiellonka ») est la plus ancienne bibliothèque d'Europe centrale et la plus riche bibliothèque de la Pologne. Ce fut au départ une bibliothèque fondée comme l'université Jagellonne en 1364 et qui, s'étant considérablement enrichie de volumes précieux au XVe siècle. Les deux établissements tirent leur nom du roi de Pologne Władysław Jagiełło, qui fut son bienfaiteur.
La bibliothèque Jagellonne est la deuxième bibliothèque nationale de Pologne.

## Histoire
Elle est d'abord installée rue Sainte-Anne dans le Collegium Maius, bâtiment gothique de la fin du XVe siècle avec une très jolie cour à arcades dans le style de la cour du Bargello à Florence.
Au XVIe siècle, sa collection ne cesse de croître, seuls les XVIIe et XVIIIe siècles apportent une certaine crise.
À partir de 1773, la Commission de l'Éducation nationale, la première administration publique moderne d'Europe indépendante des Églises consacrée à l'instruction publique, alloue des fonds financiers réguliers à la bibliothèque. À la demande de Hugo Kołłątaj, recteur de l'université Jagellonne, diverses collections dispersées sont combinées et une seule bibliothèque publique universitaire est créée, comprenant 1 926 manuscrits et 32 000 livres.
La période de partages de la Pologne n'a pas d'effet positif sur le développement de la bibliothèque. Cependant, des collections sont cataloguées et les salles agrandies.La bibliothèque vit sa meilleure période au tournant des XIXe et XXe siècles grâce à Karol Estreicher (pl), le créateur de la bibliographie polonaise.
Dans les années 1931-1939, un nouveau bâtiment est construit avenue Mickiewicz. Il est assez impressionnant par sa taille : 8 étages dont 6 de magasins, 11 salles de lecture (550 places) dont une salle de lecture principale pour les étudiants (260 places), une salle pour les professeurs, une pour les assistants, une salle des périodiques, une salle pour chaque catégorie de fonds spéciaux : manuscrits, livres anciens, musique, cartographie, dessins, documents de la vie sociale, bibliographie, une salle pour les étudiants qui veulent simplement réviser leurs cours et de nombreuses petites cellules pour les lecteurs qui veulent s'isoler.
Mais les Allemands envahissent la Pologne et les collections de la Bibliothèque n'y sont transférées qu'en 1940. La bibliothèque est alors renommée Staatsbibliothek Krakau.
Depuis 1969, la bibliothèque doit conserver deux exemplaires de tous les livres et périodiques polonais. Comme à la Bibliothèque nationale, un exemplaire est archivé et ne doit pas sortir, le deuxième exemplaire est communiqué aux lecteurs, mais toujours avec la possibilité d'attribuer ce 2e exemplaire à une autre bibliothèque de Cracovie. Environ 70 à 80 % de l'édition polonaise entre à la bibliothèque Jagellonne.
En 2001, la bibliothèque ouvre une nouvelle annexe destinée à l’accueil du public et aux services liés à cette mission (projet de l’architecte Romuald Loegler (pl)).

## Collections
Les richesses de la bibliothèque sont impressionnantes plus de : 28 209 manuscrits dont 2 100 manuscrits médiévaux et le manuscrit autographe de Copernic « De revolutionibus orbium coelestium », le registre sur lequel est inscrit le nom de Nicolas Copernic comme étudiant à l'université de Cracovie, 105 710 livres anciens dont 3 300 incunables, 45 910 œuvres cartographiques
| Image | Auteur                                    | Description |
| ----- | ----------------------------------------- | --- |
|       | Nicolas Copernic                          | Manuscrit De revolutionibus orbium coelestium                                                                                     |
|       | Jan Długosz                               | Écrits |
|       | Balthasar Behem                           | Codex de Balthasar Behem |
|       | Samizdat                                  | Publications clandestines avec notamment de nombreux samizdat, appelés drugi obieg, publiés pendant le régime communiste polonais |
|       | Rembrandt                                 | Faust |
|       | Mozart                                    | Sonate pour piano no. 6 |
|       | Chopin                                    | Scherzo de Chopin |
|       | Imprimé par Giunta au frais d'Urbain Kaym | |

### Berlinka
En 1941, les Allemands craignent des bombardements alliés sur Berlin et font évacuer la Bibliothèque de Prusse. Une partie des biens culturels est déposée dans le monastère bénédictin à Krzyżowa, qui redevient territoire polonais après la guerre. Ce trésor où figurent notamment des partitions originales de Mozart, des textes de Goethe et même le manuscrit de l'hymne national allemand est gardé secret et transféré à la bibliothèque Jagellonne entre la fin de la guerre et 1977, année où la Pologne reconnait officiellement détenir ce fonds exceptionnel. L'État polonais considère, selon les accords de Potsdam, que les biens de la Bibliothèque de Prusse lui appartiennent légalement. Pour Berlin, il s'agit d'un trésor de guerre détenu illégalement, mais la question est compliquée au vu des énormes pertes du patrimoine culturel polonais, détruit ou pillé par les Allemands pendant la guerre dont un demi-million d’œuvres d'art, d'une valeur estimée à vingt milliards de dollars actuels.
| Image | Auteur                                    | Description                                                                          |
| ----- | ----------------------------------------- | ------------------------------------------------------------------------------------ |
|       | Anonyme                                   | Histoire de la Reine Berthe et du Roy Pepin, manuscrit unique de la version en prose |
|       |                                           | Collections de musique ancienne de la Bibliothèque d'État de Berlin                  |
|       | Alexandre de Humboldt                     | Isle de Cube. Antilles en général, carte du bassin de l'Orénoque                     |
|       | Karl August Varnhagen von Ense            | Chroniques                                                                           |
|       |                                           | Fragments sur parchemin du Roman d'Alexandre du XIIIe siècle                         |
|       |                                           | Recensement d'Aztèques en langue nahuatl datant d'au moins 500 ans                   |
|       | Mozart                                    | Partitions originales                                                                |
|       | Goethe                                    | Textes                                                                               |
|       | August Heinrich Hoffmann von Fallersleben | Manuscrit de l'hymne national allemand                                               |

## Direction
- 1811–1835 : Jerzy Samuel Bandtkie (pl)
- 1837–1858 : Józef Muczkowski (pl)
- 1859–1865 : Franciszek Stroński (pl)
- 1865–1867 : Adolf Mułkowski (pl)
- 1868–1905 : Karol Estreicher (pl)
- 1905–1926 : Fryderyk Papée (pl)
- 1926–1939, 1945–1947 : Edward Kuntze (pl)
- 1947–1951 : Aleksander Birkenmajer (pl)
- 1951–1955 : Julian Przyboś (pl)
- 1955–1973 : Jan Baumgart (pl)
- 1974–1978 : Władysław Serczyk (pl)
- 1978–1981 : Stanisław Grzeszczuk (pl)
- 1981–1993 : Jan Pirożyński (pl)
- 1994–2003 : Krzysztof Zamorski (pl)
- 2003–2021 : Zdzisław Pietrzyk (pl)
- 2021- : Remigiusz Sapa (pl)